# Цифровая социология
Цифровая социология (англ. digital sociology) — субдисциплина, которая фокусируется на понимании использования цифровых средств массовой информации как части повседневной жизни, и как эти различные технологии способствуют моделям поведения человека, социальным отношениям и концепции самоуправления. Пока нет единой теории и методологии, но накопленный исследовательский опыт закладывает основы парадигмы цифрового общества как объекта исследования этой науки.
Цифровая социология — это вычислительная социальная наука, которая использует современные информационные системы и технологии как методы исследований.

## Происхождение термина
Первая научная статья, в названии которой появился термин «цифровая социология», появилась в 2009 году (Wynn, 2009). Автор размышлял о том, каким образом цифровые технологии могут влиять как на социологические исследования, так и на преподавание. В 2010 году Ричард Нил описал «цифровую социологию» с точки зрения растущего интереса науки к бизнесу.
Понятие «цифровая социология» впервые появилось в научной статье в 2009 году. В 2013 году было опубликовано первое академическое издание, посвященное теме цифровой социологии.
Первая книга «Цифровая социология» была опубликована в 2015 году (Lupton, 2015), в том же году в Нью-Йорке была проведена первая научная конференция с аналогичным названием (Daniels et al., 2015).
Несмотря на то, что термин «цифровая социология» ещё не полностью вошел в культурный лексикон, социологи занимаются исследованиями, связанными с Интернетом, с момента его создания. Научные работники продолжают изучать вопросы, которые касаются интернет-сообществ, киберпространства или сетевой идентичности. Исследования на тему «цифровой социологии» можно встретить как «киберсоциология», «социология Интернета», «социология онлайн-сообществ», «социология социальных сетей», «социология киберкультуры» и под.

## Разделы цифровой социологии
Появлению цифровой социологии предшествовали цифровые гуманитарные науки и цифровая антропология.
В 2012 году Д. Лаптон определила четыре раздела цифровой социологии:
- Профессиональная цифровая практика;
- Социологический анализ использования цифровых технологий;
- Цифровой анализ данных (использование цифровых данных для социальных исследований, количественных или качественных).
- Критическая цифровая социология (проведение рефлексивного и критического анализа цифровых медиа, основанных на социальной и культурной теории).

В 2017 году Н. Марес дополнила разделы цифровой социологии, выделив пятый:
- Публичная цифровая социология[1].

Профессиональная цифровая практика
Этот раздел включает использование инструментов цифрового мультимедиа в профессиональных целях: создание электронного профиля, публикация информации и обмен исследованиями и обучение студентов.
Социологи неохотно используют социальные и другие цифровые медиа для профессиональных академических целей, но они постепенно начинают применять их для преподавания и исследований. Начинает появляться всё больше социологических блогов, например, в Twitter регистрируется всё больше социологов. Некоторые пишут о лучших способах использования социологами социальных сетей как части академической практики, о важности обеспечения открытого доступа к социологическим исследованиям, так и о значимости писать для Википедии.
Социологический анализ использования цифровых медиа
Раздел цифровой социологии, который включает исследование способов, с помощью которых люди используют цифровые медиа для своего самоопределения, воплощения и реализации социальных отношений.
Цифровые социологи начали писать об использовании технологий для получения количественных биометрических данных, направленных на укрепление здоровья населения, а также о социальных аспектах биг дата и алгоритмах, которые используются для интерпретации этих данных. Другие обратили внимание на роль цифровых технологий в мониторинге деятельности людей с помощью CCTV-камер или алгоритмов работы с лояльностью клиентов, а также массовое наблюдение за Интернетом, проводимое секретными службами, такими как NSA.
«Цифровой разрыв», или различия в доступе к цифровым технологиям, с которыми сталкиваются некоторые социальные группы, например, социально-экономически ущемленные слои населения с низким уровнем образования, пожилые люди, привлёк внимание многих исследователей и стал объектом их работы. Некоторые социологи отмечают: несмотря на то, что важно признать и идентифицировать структурное неравенство, присущее некоторым в использовании цифровых технологий, эта концепция является довольно упрощенной и не учитывает сложности доступа к цифровым технологиям и знаний о них.
Растет интерес к тому, как социальные сети способствуют развитию интимных отношений и представлений о себе. Одним из самых известных социологов, который написал о социальных отношениях развивающимся благодаря цифровым технологиям, является Шерри Теркл. В своей последней книге Теркл рассматривает тему социальных сетей. Она утверждает, что отношения, которые создаются с помощью этих платформ, не так достоверны, как те, которые происходят в реальной жизни.
Визуальные медиа позволяют зрителю быть более пассивным потребителем информации. Пользователи с большей вероятностью создают онлайн аккаунты, которые отличаются от того, как человек живёт в реальном мире. Этот контраст между цифровым миром (или «киберпространством») и «реальным миром», был подвергнут критике как «цифровой дуализм». Другие социологи утверждают, что отношения, выстраиваемые в цифровых медиа, являются неотъемлемой частью «реального мира». Интерактивный опыт имеет полное право быть дополнением к отношениям в реальной жизни, и не заменять при этом отношения вне цифрового пространства.
Использование социальных сетей для общения также стало предметом изучения цифровой социологии. Например, появились многочисленные социологические статьи, и, по крайней мере, одна книга об использовании Twitter, YouTube и Facebook, как средств передачи сообщений об организации политических движений.
Также были проведены исследования о том, как используют цифровые технологии расовые и этнические меньшинства. Эти исследования изучают, переносятся ли модели поведения и воспроизводится ли социальное неравенство онлайн по аналогии с реальной жизнью.

## Цифровой анализ данных
С начала 2000-х  существенно увеличилось количество цифровых социальных данных, доступных исследователям. Одним из результатов развития технологии сбора и хранения больших данных, а также доступа к ним, стала возможность работы с данными не только в академическом пространстве с целью научной деятельности, но и в корпоративных исследовательских лабораториях для решения также частных задач.
Так цифровые социологи используют цифровой анализ данных, полученных в результате взаимодействия людей с электронными медиа (размещение публикаций или другая социальная активность на Facebook, Reddit, 4chan, Tumblr, Twitter и под., поведение в интернет-магазинах, маркетплейсах, приложениях) для решения бизнес-задач в том числе.
Цифровые базы данных и их автоматизированный анализ позволяют решать различные задачи и получать необходимую исследователю информацию. В 2008 году Юкихико Ёсида провел исследование «Лени Рифеншталь и немецкий экспрессионизм: исследование визуальных культурных исследований с использованием междисциплинарных семантических пространств специализированных словарей». Для работы были использованы базы данных изображений, помеченных коннотативными и денотативными ключевыми словами, и в результате было обнаружено, что образы Рифеншталь имели те же качества, что и образы выставки «Дегенеративное искусство» (Германия, 1937 год).
В рамках цифрового анализа данных социологи стали проводить картирование проблем, которые обсуждаются на интернет-площадках и в социальных сетях, изучать, как спорные темы обсуждаются с течением времени. Социологи могут искать на страницах социальных сетей (например, Facebook или Twitter) сообщения, относящиеся к горячо обсуждаемой теме, чтобы наблюдать и анализировать их в динамике. Они могут использовать ряд легко доступных инструментов для визуализации этих данных, таких как «Карта упоминаний», или Mention Mapp, (показывает, насколько популярен хештег) или Twitter Streamgraph (демонстрирует, как часто определённые слова употребляются вместе и как эти связи меняются со временем). Среди популярных сервисов мониторинга упоминаний в интернете YouScan (анализирует блоги, форумы, все соцсети, «сайты-отзовики», онлайн-СМИ), IQBuzz (работает только с базами данных соцсетей), Brand Analytics (анализ упоминаний как у YouScan + мессенджеры) и др.
Адаптация четырёх современных информационных технологий: облачные вычисления, большие данные, интернет вещей и искусственный интеллект, — для целей социологии обеспечивает качественный переход в методологии познания цифрового общества.
В современной практике возникают прениями между социологами, которые используют digital-инструменты в работе, и аналитиками больших данных (Big Data). Социологи полагают, что анализ данных должен быть получен только благодаря строгим математическим формулам, а так как аналитики данных не используют теоретический опыт социологов, то они создают множество ошибок в своих заключениях. Так, например, в исследовании Google Flu Trends (GFT), проведённом в 2013 году, была ошибка с определением пика эпидемии на 140 %, их анализ основывался на количестве запросов пользователей о симптомах гриппа. По версии социологов, к такому некорректному заключению привела непрозрачная методика анализа данных, отсутствие математической модели в её основе.

## Критическая точка зрения
Социологи могут учесть последствия использования цифровых технологий на практике.
Некоторые авторы работ по цифровой социологии считают, что дисциплина узкая, фрагментарная и обладающая недостаточным социологическим потенциалом. Другие задаются вопросом, что такое социология сейчас, ведь социальные отношения и общество во многом стали соотноситься с цифровым миром.
Проблематика цифровой культуры рассматривает духовное совершенствования человека и гуманизацию общественного устройства. Критический подход ставит под сомнение как социологические исследования, так и социологию в целом, проводя анализ трансформаций человека в виду выстраивания им онлайн-отношений.

## Публичная цифровая социология
Публичная социология представляет собой информацию с социологическими данными, которая размещается на онлайн ресурсах. Зачастую можно встретить определение «электронная публичная социология». Появление такой информации в широком доступе послужило началом цифровой эволюции в области социологии. Благодаря открытости интернета, скорости распространения информации и её доступности социологи вышли за рамки малых групп в выборке на широкую аудиторию.
Первой платформой для социологов стали блог-сообщества. К примеру, Эстер Харгиттай, Крис Бертрам и Киран Хили и другие социологи стали использовать блоггинг. Благодаря открывшемуся каналу коммуникаций исследователи получили доступ к новым данным, огромному количеству комментариев и дискуссий. Дезинтермедиация, наглядность и измеримость являются основными преимуществами электронной публичной социологии.

## Цифровая трансформациясоциологической теории
Проблематика цифровизации социологии заключается в переходе методов исследования в онлайн-пространство и их обработке при помощи электронных устройств. Цифровые методы исследований требуют создания новых форм цифрового теоретизирования. Информационные и коммуникационные технологии, а также распространение цифровых данных значительно влияют на социологические исследования.
Теории цифрового преобразования не раскрывают, насколько глубоко цифровизация коснулась социальных и гуманитарных наук на практике. Таким образом, целью исследователей цифровой трансформации социальной теории является перевод аналоговых социологических теорий в цифровые, чтобы дополнить первые знаниями об информационном обществе.